# Megaloh

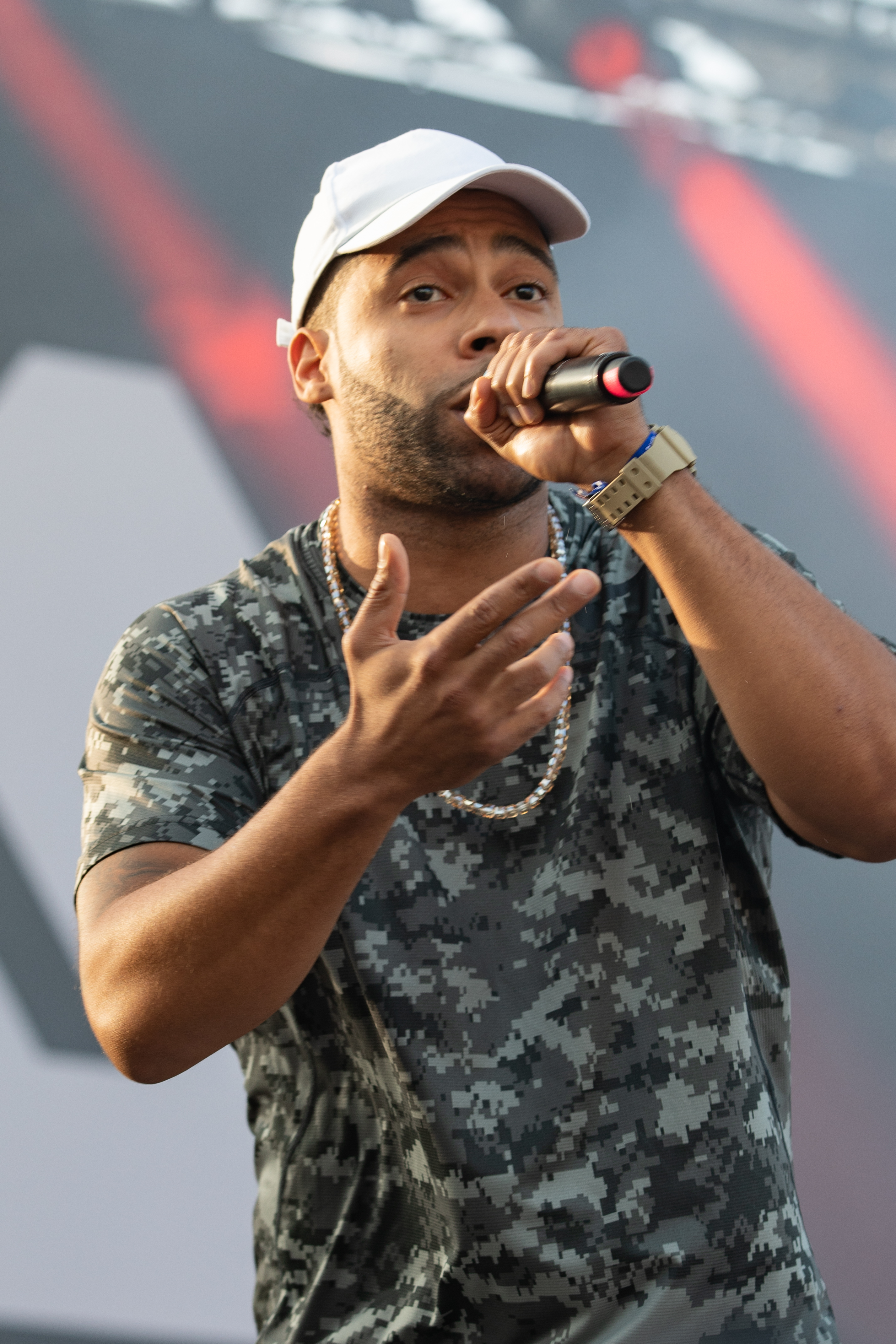
Megaloh bei den Fritz DeutschPoeten 2018

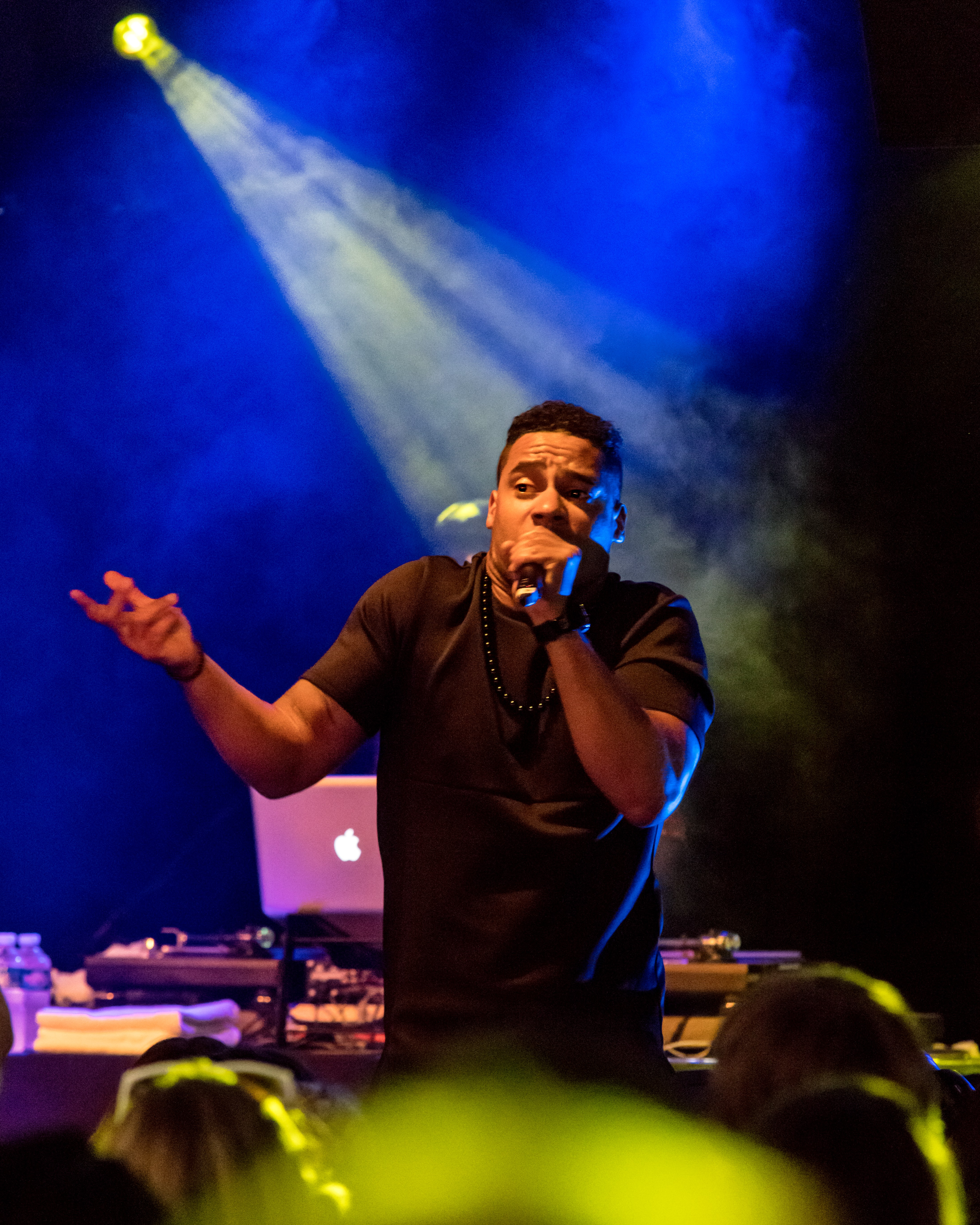
Megaloh auf dem Zelt-Musik-Festival 2017

Megaloh (* 27. Februar 1981 in Frankfurt am Main; bürgerlich Uchenna van Capelleveen) ist ein deutscher Rapper niederländisch-nigerianischer Abstammung aus Berlin-Moabit. Er war Besitzer des Labels Level Eight. Mittlerweile steht Megaloh bei EMI MP als Toplinewriter & vocalcoach unter Vertrag. Unter dem Pseudonym Oga Beats ist er außerdem als Musikproduzent tätig.
Der Künstlername Megaloh leitet sich vom griechischen Wort μεγάλος (megálos) für „groß“  ab.

## Leben
Megaloh war zunächst Mitglied der englischsprachigen Gruppe Royal Authority. In den Jahren 1994 bis 2001 rappte der Berliner auf Englisch. 2000 verfasste Megaloh seine ersten deutschen Texte. Ein Jahr später traf Megaloh den US-amerikanischen Rapper Kurupt.
2002 gründete er gemeinsam mit dem französischen Produzenten KD Supier das Plattenlabel Level Eight, wo neben den beiden Gründern auch Battle Rapp unter Vertrag stand. Mit Letzterem veröffentlichte er 2003 die EP Game Set Match, die im nächsten Monat in der Juice als Demo des Monats ausgezeichnet wurde.
Megaloh besuchte das Französische Gymnasium Berlin und studierte einige Zeit Betriebswirtschaft. Prioritäten setzte er bei seiner Arbeit als Rapper und für das Label, weswegen er das Studium aufgab.
2005 war Megaloh mit einem Gastbeitrag auf dem Album Neue Deutsche Welle des Rappers Fler vertreten. Dies brachte ihm einen Großteil seiner Bekanntheit ein. Megaloh beschrieb die Zusammenarbeit später als rein geschäftlich. Am 4. Juli 2005 wurde Megalohs Album Im Game veröffentlicht. Des Weiteren erschien 2005 das Mixtape Zeit für den Hund über Level Eight. Dieses wurde von DJ Luvsick gemixt, von DJ Hazze moderiert und enthält Gastbeiträge von Musikern wie Ali A$, Sentino und Harris.
Im Jahr 2006 erschien der Sampler Reim geschäftlich, auf welchem die Produktionen von KD Supier im Mittelpunkt stehen. Der Tonträger enthält Beiträge von diversen bekannten Rappern wie Massiv, Samy Deluxe, K.I.Z, Sentino, MC Basstard und Jonesmann.
2007 nahm Megaloh in einem Zeitraum von drei Tagen das Album Alles Negertiv mit dem Mannheimer Sprachtot auf. Der Tonträger wurde von dem Hip-Hop-Musiker Frauenarzt vermarktet und über sein Label Ghetto Musik veröffentlicht. Die Verbindung zu Frauenarzt entstand im Rahmen der Produktion von Reim geschäftlich. Für den Sampler hatte Megaloh gemeinsam mit Frauenarzt und MC Bogy das Stück Tanz an der Stange aufgenommen. Sprachtot war Frauenarzt über den Kontakt zu King Orgasmus One ebenfalls vorher bekannt.
2009 rappte Megaloh zusammen mit Xavier Naidoo eine Rap-Version des Liedes Alles kann besser werden.
Im Oktober 2010 veröffentlichte der Moabiter die EP Monster, die erst drei Tage lang kostenlos zum Download bereitgestellt und anschließend über das Netlabel YouTunez.com als Download vertrieben wurde. Als Videosingle wurde Gefickt (Schande) ausgekoppelt.
Im Mai 2011 rappte er zusammen mit Max Herre und Samy Deluxe auf der Rap-Version des Titels Niemand (Was wir nicht tun) von Joy Denalane. Das Lied wurde unter anderem auf einer CD des Hip-Hop Magazins Juice veröffentlicht. Einen Monat später unterschrieb er einen Künstlerexklusivvertrag bei Herres und Denalanes Label Nesola. Zudem nahm Megaloh 2011 eine Strophe für den Remix des Stücks Hände Hoch des Hamburgers Samy Deluxe auf. Das Stück wurde auch visuell umgesetzt. Außerdem ist Megaloh auf dem dritten Soloalbum von Max Herre vertreten, mit dem Song Rap ist.
2013 erschien mit Endlich unendlich das erste Studio-Album von Megaloh seit 8 Jahren, welches größtenteils von seinem Produzenten Ghanaian Stallion produziert worden ist. Dieses schaffte es auf Anhieb auf Platz 9 in die Charts.
Im Jahr 2014 war er auf dem Album Push von Afrob mit dem Song R.I.P. als Feature-Gast beteiligt. Dieser Song erschien vorab am 2. Mai 2014 als Single.

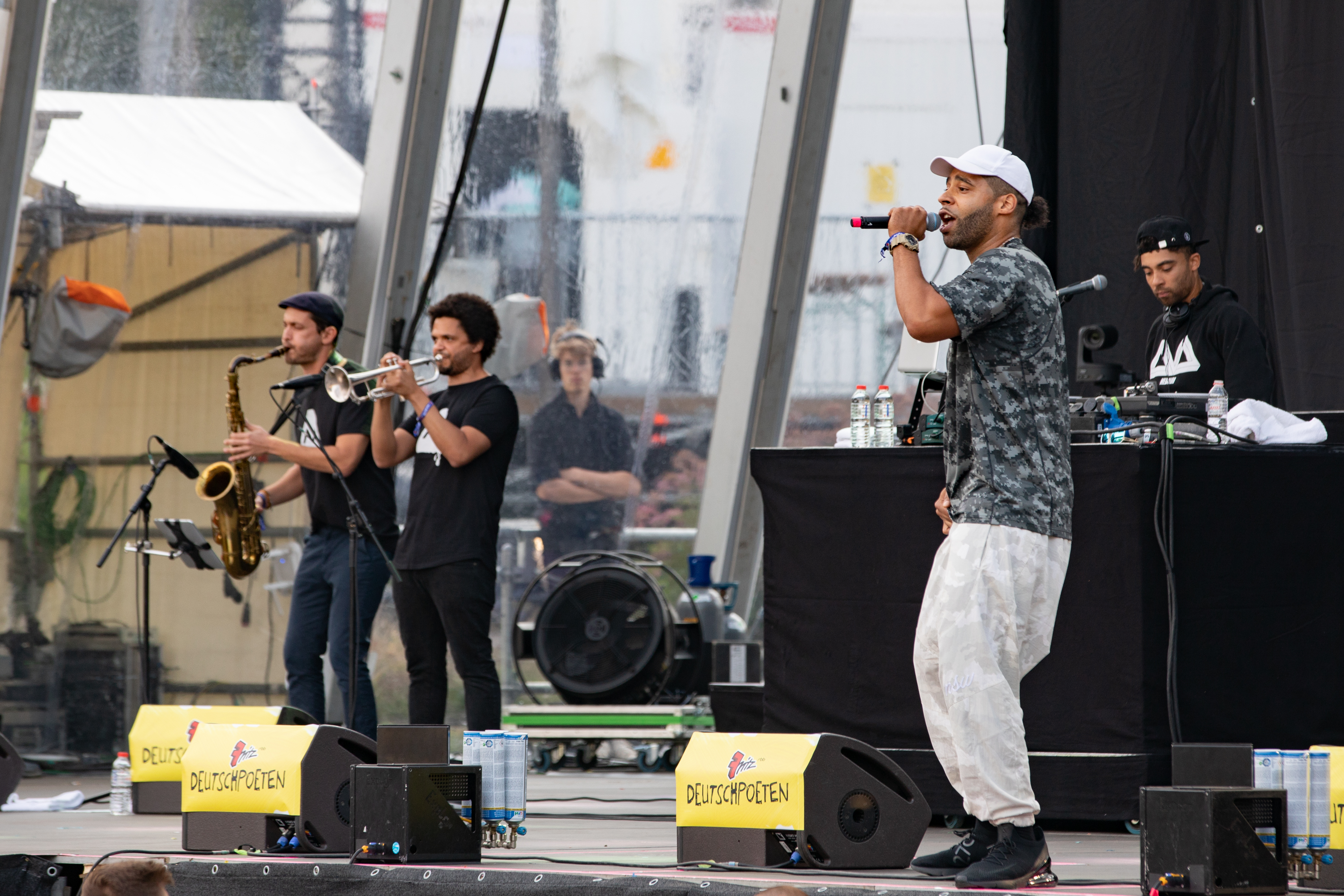
Megaloh mit DJ und Live-Musikern bei den Fritz DeutschPoeten 2018.

Im März 2016 erschien das Album Regenmacher. Dieses stieg auf Platz 2 der Charts ein, was bis dato seine erfolgreichste Veröffentlichung darstellt. Zudem rappte er zusammen mit Keno von Moop Mama auf dem Album M.O.O.P.Topia im Song Der Herr der Lage und auf dem Beginner Album im Song Thomas Anders.
2017 schloss sich Megaloh mit Musa und Ghanaian Stallion zu dem Projekt BSMG zusammen. Mit dem Album Platz an der Sonne erreichten sie Platz 38 der deutschen Charts.

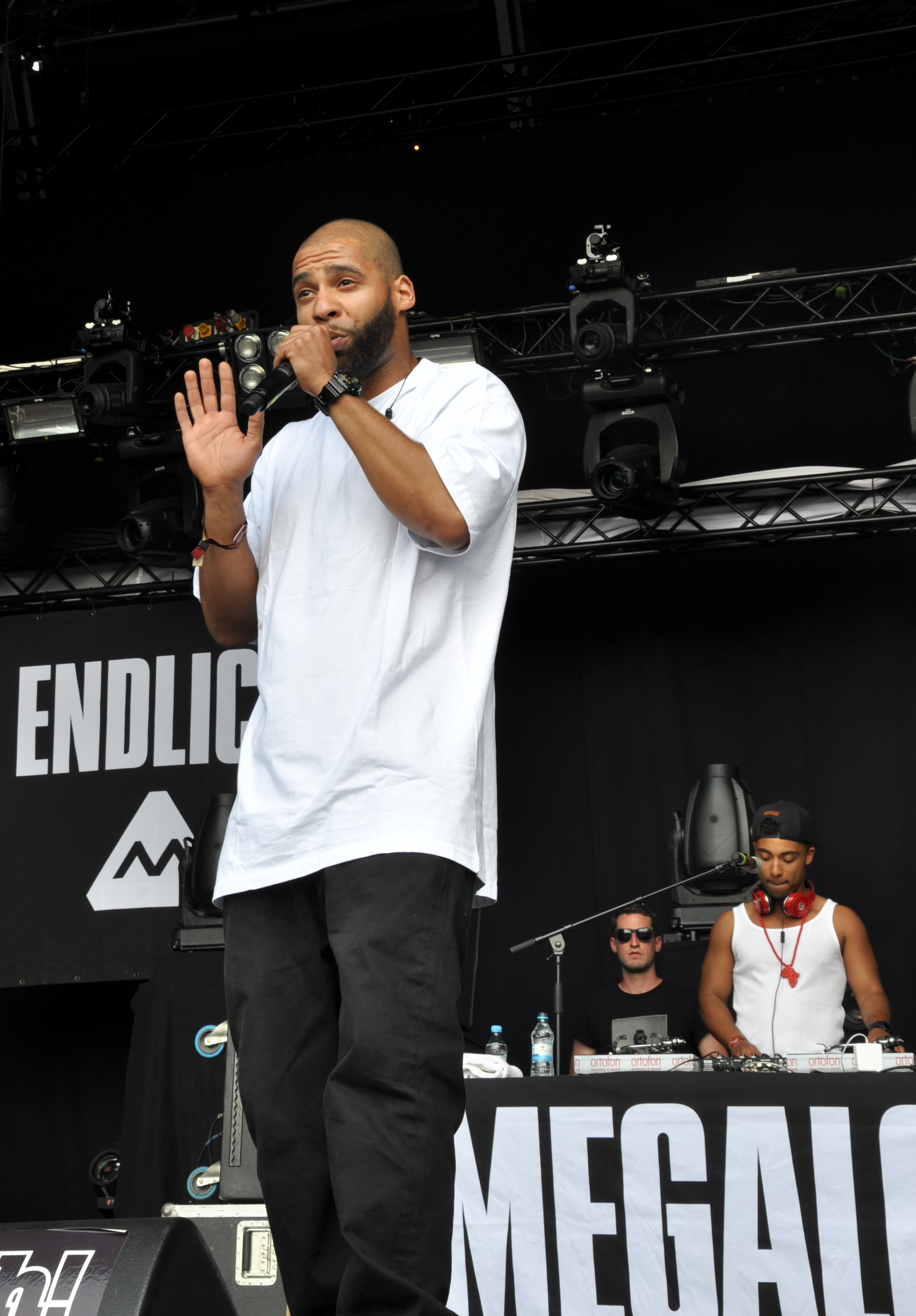
Megaloh auf dem splash! 2013

## Diskografie

### Studioalben
| Jahr | Titel             | Höchstplatzierung, Gesamtwochen, AuszeichnungChartplatzierungen (Jahr, Titel, Platzierungen, Wochen, Auszeichnungen, Anmerkungen) | Höchstplatzierung, Gesamtwochen, AuszeichnungChartplatzierungen (Jahr, Titel, Platzierungen, Wochen, Auszeichnungen, Anmerkungen) | Höchstplatzierung, Gesamtwochen, AuszeichnungChartplatzierungen (Jahr, Titel, Platzierungen, Wochen, Auszeichnungen, Anmerkungen) | Anmerkungen                              |
| Jahr | Titel             | DE | AT | CH | Anmerkungen                              |
| ---- | ----------------- | --- | --- | --- | ---------------------------------------- |
| 2005 | Im Game           | — | — | — | Erstveröffentlichung: 2005               |
| 2013 | Endlich unendlich | DE9 (3 Wo.)DE | AT33 (1 Wo.)AT | CH34 (2 Wo.)CH | Erstveröffentlichung: 8. März 2013       |
| 2016 | Regenmacher       | DE2 (5 Wo.)DE | AT12 (1 Wo.)AT | CH5 (5 Wo.)CH | Erstveröffentlichung: 4. März 2016       |
| 2021 | 21                | DE6 (1 Wo.)DE | — | CH67 (1 Wo.)CH | Erstveröffentlichung: 13. August 2021    |
| 2022 | Drei Kreuze       | DE20 (1 Wo.)DE | — | — | Erstveröffentlichung: 23. September 2022 |

### Kollaboalben
- 2007: Alles Negertiv (mit Sprachtot)

### Livealben
| Jahr | Titel                       | Höchstplatzierung, Gesamtwochen, AuszeichnungChartsChartplatzierungen (Jahr, Titel, Platzierungen, Wochen, Auszeichnungen, Anmerkungen) | Anmerkungen                                                              |
| Jahr | Titel                       | DE | Anmerkungen                                                              |
| ---- | --------------------------- | --- | ------------------------------------------------------------------------ |
| 2023 | Live im Nikolaisaal Potsdam | DE49 (1 Wo.)DE | Erstveröffentlichung: 15. Dezember 2012 mit dem Filmorchester Babelsberg |

### Mixtapes
- 2004: #1 Draft Pick
- 2005: Zeit für den Hund
- 2006: Beweisstücke (Online-Mixtape)
- 2013: Auf ewig (Free Download)
- 2013: Auf ewig II (Free Download)
- 2016: Auf ewig III (Free Download)

### EPs
| Jahr | Titel     | Höchstplatzierung, Gesamtwochen, AuszeichnungChartsChartplatzierungen (Jahr, Titel, Platzierungen, Wochen, Auszeichnungen, Anmerkungen) | Anmerkungen                           |
| Jahr | Titel     | DE | Anmerkungen                           |
| ---- | --------- | --- | ------------------------------------- |
| 2020 | Hotbox EP | DE51 (1 Wo.)DE | Erstveröffentlichung: 28. August 2020 |

Weitere EPs
- 2003: Game Set Match (mit Battle Rapp)
- 2006: Hundshit
- 2010: Monster
- 2014: Endlich unendlich Anniversary – Dr. Cooper Remix EP
- 2017: Herb & Mango (mit Trettmann & KitschKrieg)
- 2023: Afrov1bes (mit Oga Beats)

### Singles
| Jahr | Titel Album                      | Höchstplatzierung, Gesamtwochen, AuszeichnungChartsChartplatzierungen (Jahr, Titel, Album, Platzierungen, Wochen, Auszeichnungen, Anmerkungen) | Anmerkungen                                             |
| Jahr | Titel Album                      | DE | Anmerkungen                                             |
| --- | -------------------------------- | --- | ------------------------------------------------------- |
| Folgende Lieder erschienen nicht als Single, wurden aber durch das Album zum Download und Streaming bereitgestellt und konnten somit eine Platzierung erlangen: |                                  | |                                                         |
| |                                  | |                                                         |
| 2016 | Thomas Anders Advanced Chemistry | DE95 (1 Wo.)DE | Charteinstieg: 2. September 2016 Beginner feat. Megaloh |

Weitere Singles
- 2011: Fliegen üben (Kitty Kat feat. Megaloh)
- 2018: Adriano (SaMTV Unplugged) (Samy Deluxe feat. Afrob, Denyo, Xavier Naidoo, Torch & Megaloh)
- 2020: Was ist das?
- 2020: Monoton (Majan feat. Megaloh)

### Juice-Exclusives
- 2005: Echt Kult (Juice-Exclusive! auf Juice-CD #56)
- 2005: Favorite Rapper’s Favorite Rapper (Juice-Exclusive! auf Juice-CD #60)
- 2006: Acht im Biz (Juice Exclusive! auf Juice-CD #67)
- 2006: Ich bin deutscher Hip-Hop (Juice Remix) feat. Sentino und Olli Banjo (Juice Exclusive! auf Juice-CD #68)
- 2006: Mensch ärger dich nicht feat. phreQuincy, Manuellsen und Jonesmann (Juice-Exclusive! auf Juice-CD #69)
- 2006: Dein letzter Tag feat. Valentin Stilu (Juice-Exclusive! auf Juice-CD #70)
- 2007: So was von egal feat. Sprachtot (Juice Exclusive! auf Juice-CD #72)
- 2007: Hundshit (Remix) feat. Beathoavenz, St1m und Seryoga (Juice-Exclusive! auf Juice-CD #78)
- 2010: So ist das Leben (Juice Exclusive! auf Juice-CD #108)
- 2011: Niemand (Was wir nicht tun) Rap Version (feat. Joy Denalane, Max Herre und Samy Deluxe) (Juice-Exclusive! auf Juice-CD #109)
- 2012: Hiphop (Juice-Exclusive! auf Juice-CD #113)
- 2016: Absolution (Juice-Exclusive! auf Juice-CD #134)
- 2016: JNM (feat. Chefket) (Juice-Exclusive! auf Juice-CD #134)

### Freetracks
- 2005: Gunz Come Out
- 2006: Jeden Tag am Hustlen
- 2007: Du wärst gern wie wir
- 2009: Halleluja
- 2010: Hollywood Optik
- 2011: Die Stadt überhaupt KD Supier pres. Megaloh, Said, Silla und Sera Finale
- 2013: Ein Stern wird geboren

### Gastbeiträge
- 2005: Willkommen in Berlin (Fler feat. Megaloh)
- 2006: Ich bin deutscher Hip Hop II (Sentino feat. Olli Banjo und Megaloh)
- 2006: Frühstück für Champions (Sentino feat. Megaloh)
- 2009: Alles kann besser werden (Rap-Version) (Xavier Naidoo feat. Megaloh)
- 2011: Hände Hoch (RMX) (Samy Deluxe feat. Megaloh)
- 2011: Fliegen Üben (Kitty Kat feat. Megaloh)
- 2011: Niemand (was wir nicht tun) (Joy Denalane feat. Megaloh, Max Herre und Samy Deluxe)
- 2012: Rap ist (Max Herre feat. Megaloh)
- 2012: Regen (Lonyen feat. RAF 3.0 und Megaloh)
- 2012: Die Stadt überhaupt (Silla feat. Megaloh, KD Supier, Said und Sera Finale)
- 2013: Niid vor Speed (Knackeboul feat. Megaloh)
- 2014: In Aufruhr (Umse (feat. Megaloh)
- 2014: Generation Maybe (Teesy feat. Megaloh)
- 2015: Ein guter Tag (Schwesta Ewa feat. Megaloh und Chefket)
- 2015: R.I.P. (Afrob feat. Megaloh)
- 2015: Normale Freunde (Audio88 & Yassin feat. DCVDNS, Morlockk Dilemma, Megaloh, Betty Ford Boys, Hiob, Sylabil Spill, JAW, Mädness, Dexter, El Ray, Rufmord3000, Grim104 und Döll)
- 2015: Was solls (Trettmann feat. Megaloh)
- 2015: Einmal um die Welt (JokA feat. Megaloh)
- 2015: Goldküste (ASD feat. Megaloh)
- 2016: Flugmodus (Ali As feat. Megaloh)
- 2016: 5. Rad am Wagen OK Kid feat. Megaloh)
- 2016: Herr der Lage (Moop Mama feat. Megaloh)
- 2016: Thomas Anders (Beginner feat. Megaloh)
- 2016: Geradeaus (Megaloh feat. Jan Delay)
- 2016: Epochalität (Samy Deluxe feat. Megaloh)
- 2017: Schlaflos (Joy Denalane feat. Megaloh)
- 2017: Selfies (Audio88 feat. Lakmann und Megaloh)
- 2018: Adriano (SaMTV Unplugged) (Samy Deluxe feat. Afrob, Denyo, Xavier Naidoo, Torch & Megaloh)
- 2019: Kein Trost (MUSA feat. Megaloh)
- 2019: Balance (DJ Stylewarz feat. Trettmann und Megaloh)
- 2019: Nur ein Traum (Pete Boateng feat. Marteria und Megaloh)
- 2019: Lunge (T9, Torky Tork und doZ9 feat. Megaloh)
- 2019: Dunkles Kapitel (Max Herre feat. Megaloh, Dirk von Lowtzow und Sugar MMFK)
- 2020: Monoton (Majan feat. Megaloh und Schmyt)
- 2020: Alles reduziert (Umse und Nottz feat. Megaloh)
- 2021: Zeit für den Bang (As36k feat. Megaloh, Punch Arogunz, Twizzy, R.U.F.F.K.I.D.D., Herzog, Chefkoch, Blend, Gozpel, ABLA, Rever, Doem, Metropolä, Rokko Weissensee, Gitta Spitta, Jolez Bo, Mafiere, Nasip & 1nheit)
- 2021: Gralskönig (Nali und Samon Kawamura feat. Megaloh)
- 2022: Man kennt’s (Aisha Vibes feat. Megaloh)
- 2022: Gemeinsam frei (Naomi feat. Megaloh)
- 2022: Unity (Robin Rozay feat. Megaloh und Kana & Mavie)
- 2022: Alltag (Ulysse feat. Megaloh)